# Joaquim Arenas i Sampera
Joaquim Arenas i Sampera (* 1938 in Mataró) ist Lehrer und Pädagoge und eine der wichtigsten Figuren des Prozesses der Einführung des Katalanischen als Sprache im Schulunterricht.

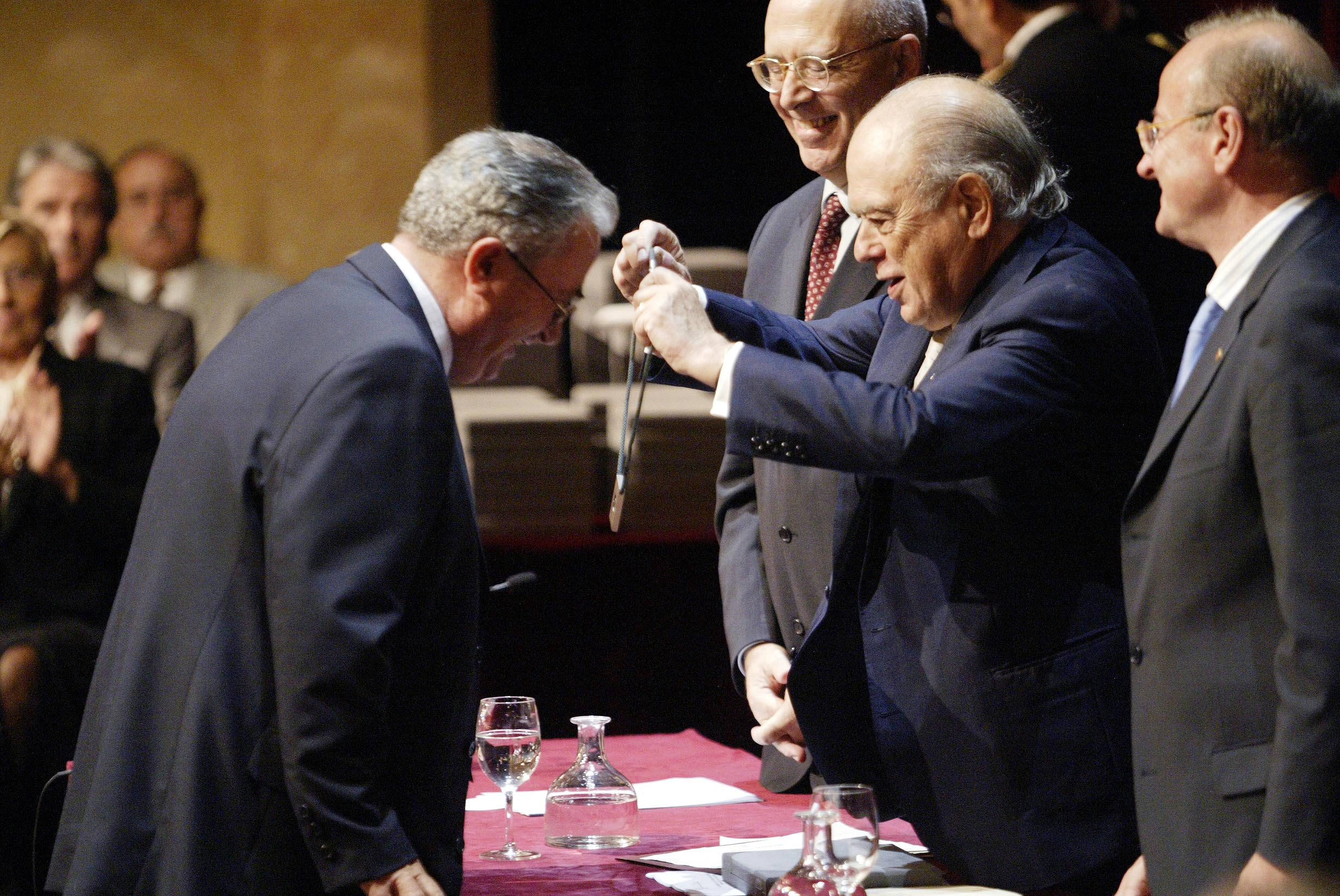
Joaquim Arenas empfängt das Sankt-Georgs-Kreuz aus den Händen des katalanischen Präsidenten Jordi Pujol (2003).

## Biographie
Seit 1960 war Arenas Lehrer an verschiedenen Schulen in Katalonien, darunter Montessori-Schulen in L’Hospitalet de Llobregat (1960), Cabrera de Mar (1961–68), Barcelona (1969–75) und Sabadell. Gleichzeitig begann er unter anderem an der Piaristen-Schule in Mataró heimlich Katalanisch zu unterrichten. Nach der Übergangsphase vom Franquismus zur Demokratie, der sogenannten Transition, in der zweiten Hälfte der siebziger Jahre war er Koordinator und Leiter des pädagogischen Teams der Abteilung für Katalanischunterricht der Kulturorganisation Òmnium Cultural. Als Fachberater des Katalanischen Bildungsministeriums der Generalitat von Katalonien (1978) war er von 1983 bis 2003 Vorsitzender des Katalanischen Bildungsdienstes SEDEC.
1990 gründete er das Zentrum für Kolumbus-Studien (Centre d’Estudis Colombins), das unter anderem die Hypothese vertritt, dass Christoph Kolumbus Katalane war. Arenas ist Präsident des Zentrums (Stand 2019).
Durch seine Arbeit in der Abteilung für Katalanischunterricht am Òmnium Cultural erlebte er die Verbreitung und die allmähliche Einführung des Katalanischunterrichts und des Unterrichts auf Katalanisch in den Schulen von Anfang an mit. Ebenso arbeitete er daran, dass dies offizieller Teil der Bildungspolitik der Generalitat wurde. Während seiner Zeit im Katalanischen Bildungsdienst förderte er das Modell der Schule auf Katalanisch und den Spracherwerb durch Immersion. Er selbst hat zahlreiche Werke über Sprache und Schule unterstützt, herausgegeben und verfasst. Weiterhin ist er Vorsitzender der Freunde der Stadt Barcelona und des Enllaç de Germanor amb l'Alguer.
1995 war er Rektor der Katalanischen Sommeruniversität. Ebenso beriet er als Fachmann in diesem Bereich die Regierungen von Bolivien (1991) und Guatemala (2000) bei der Einführung der indigenen Sprachen dieser Länder in das Schulsystem. Er ist Mitglied der Katalanischen Pädagogikgesellschaft (Societat Catalana de Pedagogia), der Gesellschaft für Sprache und Literatur (Societat Catalana de Llengua i Literatura), des Institut d’Estudis Catalans, des Instituts des Bretonischen und der Mesa pola Normalización Linguística de Galicia.
2003 wurde er für seine Arbeit zur Förderung der katalanischen Sprache in der Schule und zur Katalanisierung des Bildungssystems mit dem Kreuz des Heiligen Georg ausgezeichnet in Anerkennung seiner kulturellen Verdienste. Sein aus nationalistisch-katalanischer Sicht großer Einfluss auf die Sprache der Països Catalans (katalanischsprachigen Gebiete) wurde 1991 mit der Pentecosta-Auszeichnung der Valencianischen Gemeinschaft, 2004 mit der Medaille der Akademie von Montpellier und 2005 mit dem Preis des 6. Novembers für Sprachliche Normalisierung der Franja de Ponent gewürdigt. 2011 erhielt er den Preis für staatsbürgerliche Leistungen der Stiftung Lluís Carulla.
2016 war er Mitunterzeichner des Manifests der Grup Koiné (Manifiesto Koiné), das unter anderem fordert, dass das Katalanische die einzige offizielle Sprache Kataloniens sein sollte.
Zu den 2018 veröffentlichten Plänen der Generalitat zum Katalanisch- und Spanischgebrauch in den Schulen äußerte er sich kritisch, da sie seiner Meinung nach nicht hinreichend den Vorrang des Katalanischen betonten.
Arenas und insbesondere die von ihm vertretene Politik des Vorrangs des Katalanischen in der Schule wird von Anhängern der Zweisprachigkeit und Gleichberechtigung des Kastilischen teilweise heftig als Benachteiligung der Spanischsprechenden kritisiert.
Er lebt seit einigen Jahren in Premià de Mar.

## Werke

### Artikel in Zeitschriften
- La llengua i l'ensenyament Secundari. Butlletí, Nr. 63. Col·legi oficial de Doctors i Llicenciats de Catalunya. Barcelona, 1988
- Una ciudad como pretexto. Revista Catalònia Cultura, Nr. 15, Barcelona, 1989
- Deu anys, una escola que anem fent nostra. In Zusammenarbeit mit Margarida Muset. Serra d'Or, Nr. 350. Barcelona, 1989
- La catalanització del sistema educatiu. Butlletí de la Societat Catalana de Pedagogia,1998
- Interculturalitat o la pedagogia de la immigració. Revista Catalana de Pedagogia, Barcelona, 2002

### In Zusammenarbeit mit anderen Gruppen
- Concepte i aplicació de l'escola catalana. Seminar Lenguas y Educación. Universität Barcelona, 1979
- Por una acción lingüística al servicio de los intereses nacionales. Seminar Lenguas y Educación. Universität Barcelona, 1980
- La situación de la enseñanza del catalán y en catalán. Seminar Lenguas y Educación. Universität Barcelona, 1984
- Bilingüisme i Educació a Catalunya. In Zusammenarbeit mit Margarida Muset. Seminari Lenguas y Educación. Universität Barcelona, 1986
- Lengua y escuela més allá del aprendizaje. Seminar Lenguas y Educación. Universität Barcelona, 1987

### Bücher
- Primer Quadern de Lectura i Exercicis. In Zusammenarbeit mit M. Lluïsa Corominas. Edicions El Mall. Sant Boi del Llobregat, 1975
- Treballem la geografia de Catalunya. Edicions del Mall. Sant Boi del Llobregat, 1976
- La tècnica audiovisual i l'ensenyament de la llengua catalana. Edicions del Mall. Sant Boi del Llobregat, 1979
- Del català a l'escola a l'escola catalana. In Zusammenarbeit mit Ernest Sabater. Edicions La Magrana. Barcelona, 1982
- Andana. Segon Quadern de Lectura i Exercicis. In Zusammenarbeit mit Margarida Muset. Grup Promotor. Barcelona, 1983